# 다니엘 페드로소
다니엘 페드로소(스페인어: Daniel Esteban Pedrozo Martínez, 2003년 4월 10일~)는 콜롬비아의 축구 선수로, 알와슬 FC와 콜롬비아 연령별 대표팀에서 수비수로 활동하고 있다.

## 구단 경력
2020년 1월, 레알 카르타헤나와 계약했다.

## 국가대표팀 경력
2023년 CONMEBOL U-20 축구 선수권 대회에 콜롬비아 대표로 참가했다.